# Horváth Csaba (koreográfus)
Horváth Csaba  (Veszprém, 1968. november 19. –) magyar rendező-koreográfus, a Forte Társulat megalapítója és vezetője.

## Életpályája
Az Állami Balettintézet (1987 Táncművészeti Főiskola) elvégzése (1983–1987) után a Honvéd Együttes szólistája volt 1987–1992 között. A Tranz Danz (1992–1995) később és a Sámán Színház (1995–) művésze volt.
Első önálló koreográfiája, a Duhaj – amelyben táncolt is – Herald Angel-díjas lett az edinburgh-i Fringe Fesztiválon, és a Veszprémi Összművészeti Fesztivál előadói díját is megkapta.
2005-ben elvégezte a Színház- és Filmművészeti Egyetem koreográfus szakát, de már előtte olyan jelentős alkotásokat hozott létre, amelyek rendre megnyerték a rangosabb hazai és nemzetközi fesztiválokat. Nyolc alkalommal nyert díjat Veszprémben. (Többek között megkapta a Szarajevói Fesztivál fődíját, a Kortárs Táncfesztivál, a Kairói Kísérleti Színházak Nemzetközi Fesztiválja, a Soros Stúdiószínházi Fesztivál, a Krakkói Nemzetközi Táncfesztivál, a Budapesti és Szegedi Stúdiószínházak Fesztivál díjait, de Budapest Főváros Önkormányzata is kitüntette munkáit.)
Együtt dolgozott Min Tanakával, a világhírű japán butohmesterrel a Cédrus című előadásban. Nagy vihart kavart Bartók Csodálatos mandarin című művére komponált koreográfiájával.
1999 és 2006 között a Közép-Európa Táncszínház művészeti vezetője volt. 2006-ban megalapította a Fortedanse Társulatot (Forte Társulat), amelynek azóta is művészeti vezetője. 2006-2008 között a debreceni Csokonai Nemzeti Színház tánctagozatát vezette. 2009 óta a Színház- és Filmművészeti Egyetem oktatója. 2021-től a szombathelyi Weöres Sándor Színház művészeti tanácsának tagja.
Sokat jár külföldre vendégkoreográfusként. Kurzusokat vezet a Harvard Egyetem dráma tagozatán Bostonban. Rendszeresen dolgozik az American Repertory Theatre-ben.
A Színházi adattárban regisztrált bemutatóinak száma: koreográfus - 28; rendező: - 13.

### Magánélete
Felesége Földeáki Nóra színésznő. Két lányuk van.

## Külföldi színházi koreográfiái
- 2001 Brecht: A kurázsi mama, Boston, American Repertory Theatre (rendező: Szász János)
- 2002 Peter Weiss: Marat/Sade, Boston, American Repertory Theatre (rendező: Szász János)
- 2003 Frank Wedekind: A tavasz ébredése, Boston, Harvard University (rendező: Horváth Csaba)
- 2005 Bertold Brecht: Kaukázusi krétakör, Oslo, Det Norske Teatret (rendező: Szász János)
- 2006 Hair, Oslo, Det Norske Teatret (rendező: Szász János)
- 2007 Jon Fosse: Halál Thébában, Oslo, Det Norske Teatret (rendező: Szász János)
- 2008 Medeia, Epidaurus (rendező: Anatolij Vasziljev)
- 2010 Chicago, HOPPart Társulat (rendező: Zsótér Sándor)
- 2017 Federico García Lorca: Blood Wedding, Philadelphia, Wilma Theater (rendező - koreográfus: Horváth Csaba)

## Művei
- Tűzugrás, szerző, rendező-koreográfus (bemutató: 1998. április 26., Közép-Európa Táncszínház)
- Szarvashajnal, rendező-koreográfus (bemutató: 2000. március 29., Közép-Európa Táncszínház)
- Alkonyodó, koreográfus (bemutató: 2000. október 28., Közép-Európa Táncszínház)
- Néro, szerelmem, rendező-koreográfus (bemutató: 2001. március 16., Móricz Zsigmond Színház)
- Etna, rendező-koreográfus, tánc (bemutató: 2001. november 8., Közép-Európa Táncszínház)
- Tükröm, tükröm, rendező-koreográfus (bemutató: 2001. november 9., Panboro Színház)
- Mandarin, rendező-koreográfus, tánc (bemutató: 2001., Közép-Európa Táncszínház)
- Barbárok, rendező-koreográfus (bemutató: 2002. május 31., Közép-Európa Táncszínház)
- Orfeusz, koreográfus (bemutató: 2003. április 29., Közép-Európa Táncszínház)
- Szindbád, rendező-koreográfus, táncos (bemutató: 2003. október 18., Közép-Európa Táncszínház)
- Dó Ré Mi, rendező-koreográfus (bemutató: 2003. november 7., Közép-Európa Táncszínház)
- Médeia, rendező-koreográfus (bemutató: 2004. január 23., Közép-Európa Táncszínház)
- A négy évszak, rendező-koreográfus, színpadkép (bemutató: 2004. november 26., Közép-Európa Táncszínház)
- Ős K., rendező-koreográfus, koreográfus (bemutató: 2005. június 7., Magyar Állami Népi Együttes)
- Passió, rendező-koreográfus (bemutató: 2005. augusztus 5., Zsámbéki Színházi és Művészeti Bázis)
- Nagyvárosi ikonok, rendező-koreográfus, tánc (bemutató: 2005., Közép-Európa Táncszínház)
- Káin - Ábel, rendező-koreográfus (bemutató: 2005. december 20., Magyar Mozdulatművészeti Társulat)
- & Echó, koreográfus, színpadkép (bemutató: 2006. április 4., Forte Társulat)
- Magenta, koreográfus, előadó (bemutató: 2006. szeptember 8., Mu Színház)
- Ketten, rendező-koreográfus, táncos (bemutató: 2006. szeptember 30., Forte Társulat)
- A testek felszínének esetleges állapotairól, koreográfus, színpadkép (bemutató: 2007. január 19., Forte Társulat)
- A tavasz ébredése, rendező-koreográfus, színpadkép (bemutató: 2007. április 6., Debreceni Csokonai
- Szálinger Balázs: Kalevala, rendező-koreográfus (bemutató: 2008. április 4., Forte Társulat, MODEM)
- Szálinger Balázs: Evangélium, rendező-koreográfus (bemutató: 2008. június 20., Zsámbéki Színházi és Művészeti Bázis)
- Gorkij: Éjjeli menedékhely, rendező-koreográfus (bemutató: 2009. január 24., József Attila Színház)
- Csak a felhők, koreográfus (bemutató: 2009. február 8., Forte Társulat)
- Isteni vidékek, rendező-koreográfus (bemutató: 2009. április 22., Forte Társulat, Trafó)
- Dürrenmatt: A fizikusok, rendező-koreográfus (bemutató: 2009. október 16., Sanyi és Aranka Színház és Opera)
- Figyeljük csendben a mozgását, rendező-koreográfus (bemutató: 2010. április 13., Trafó)
- Szálinger Balázs: A tiszta méz, rendező-koreográfus (bemutató: 2010. április 29., József Attila Színház)
- Erkel Ferenc: Sakk-játék, rendező-koreográfus (bemutató: 2010. július. 20)
- Így jár az, aki a távoli ismeretlen hangtól megijed Pancsatantra, rendező-koreográfus (bemutató: 2010.november 10., West-Balkán)
- Shakespeare: Troilus és Cressida, rendező-koreográfus (bemutató: 2011. július 7., Gyulai Várszínház)
- Szálinger Balázs: Régi-Pesti Kabaré, rendező-koreográfus (bemutató: 2011. október 16., Szikra)
- Milorad Kristić: Ruben Brandt, rendező-koreográfus (bemutató: 2011. december 11., Műcsarnok)
- Koto és Kaori, rendező-koreográfus (bemutató: 2012. március 8., Trafó)
- Henrik Ibsen: Peer Gynt, rendező-koreográfus (bemutató: 2012. május 19., Csiky Gergely Állami Magyar Színház, Temesvár)
- Arany János: Toldi, rendező-koreográfus (bemutató: 2012. október 25., Színház- és Filmművészeti Egyetem)
- Elveszett férfiak, rendező-koreográfus (bemutató: 2012. október 29., REÖK, Szeged)
- Etűdök fémre, fára, agyagra, sárra, rendező-koreográfus (bemutató: 2012. december 15., Színház- és Filmművészeti Egyetem)
- Agota Kristof: A nagy füzet, rendező-koreográfus (bemutató: 2013. február 15., Szkéné Színház)
- Igor Sztravinszkij: A menyegző, koreográfus (bemutató: 2013. március 17., Művészetek Palotája)
- Federico García Lorca: Vérnász, rendező-koreográfus (bemutató: 2013. október 18., Színház- és Filmművészeti Egyetem)
- Pillangó, rendező-koreográfus (bemutató: 2014. január 11., Vörösmarty Színház)
- Helen Edmundson: Irtás, rendező-koreográfus (bemutató: 2014. március 11., Szkéné Színház)
- Tar Sándor: A mi utcánk, rendező-koreográfus (bemutató:2014. június 14., Színház- és Filmművészeti Egyetem)
- Euripidész: Oresztész, rendező-koreográfus (bemutató: 2014. október 5., Radnóti Színház)
- Farkasszem, rendező (bemutató: 2014. november 8., Szkéné Színház)
- Bornemissza Péter, Háy János: Magyar Elektra, rendező-koreográfus (bemutató: 2014. november 21., Csiky Gergely Színház, Kaposvár)
- Federico García Loca: Vérnász, rendező-koreográfus (bemutató: 2015. január 17. Vörösmarty Színház)
- Fjodor Dosztojevszkij: Bűn és bűnhődés, rendező-koreográfus (bemutató: 2015. június 3., Szkéné Színház)
- Tar Sándor - Keresztury Tibor: A te országod, rendező (bemutató: 2015. december 15., Trafó)
- Ken Kesey: Száll a kakukk fészkére, rendező (bemutató: 2016. április 2.,
- Bartók: Concerto, koreográfus (bemutató: 2016. augusztus 5., Ördögkatlan Fesztivál, Beremend)
- Bartók: 5. vonósnégyes, koreográfus (bemutató: 2016. október 21., Nemzeti Táncszínház, Várkert Bazár)
- Gerhart Hauptmann: Patkányok, rendező (bemutató: 2016. november 25., Szkéné Színház)
- Tar Sándor - Mikó Csaba: Szürke galamb, rendező (bemutató: 2017. január 20., Stúdió K)
- Márton László: Carmen, rendező (bemutató: 2017. március 4., Vörösmarty Színház)
- Jon Fosse: Halál Thébában, rendező (bemutató: 2017. december 15., Vörösmarty Színház)
- Vaterland, rendező-koreográfus (bemutató: 2018. február 23., Trafó)
- Nyikolaj Erdmann: Az öngyilkos, rendező (bemutató: 2018. május 24., Szkéné Színház)
- John Kander-Fred Ebb-Bob Fosse: Chicago, rendező-koreográfus (bemutató: 2018. szeptember 22., Vörösmarty Színház)
- Madách Imre: Az ember tragédiája, rendező (Bagó Bertalannal, Hargitai Ivánnal és Szikora Jánossal közösen, bemutató: 2018. december 1., Vörösmarty Színház)
- Bertolt Brecht: Baal, rendező (bemutató: 2019. március 1., Vígszínház)
- Elias Canetti: Káprázat, rendező (bemutató: 2019. május 5., Szkéné Színház)
- Horváth Csaba - Dargay Marcell: El valahová, rendező (bemutató: 2019. július 5. Bécs, majd 2019. október 8., Trafó)
- Trainspotting, rendező (bemutató: 2019. október 12., Thália Színház)
- Eugene O'Neill: Amerikai Elektra, rendező (bemutató: 2020.február 14., Kecskeméti Katona József Nemzeti Színház)
- Darvasi László, Márton László, Tasnádi István, Závada Pál: Az ember tragédiája 2.0, rendező (Bagó Bertalannal, Hargitai Ivánnal és Szikora Jánossal közösen, bemutató: 2020.október 31., Vörösmarty Színház)

## Hazai színházi koreográfiái
- A vihar, koreográfus (bemutató: 1999. december 27., Katona József Színház)
- A vihar kapujában, koreográfus (bemutató: 2000. szeptember 29., Móricz Zsigmond Színház)
- Hazám hazám, koreográfus (bemutató: 2002. október 23., Krétakör Színház)
- Bánk bán, koreográfus (bemutató: 2002. december 14., Nemzeti Színház)
- Szarvassá változott fiú – kiáltás a titkok kapujából, koreográfus (bemutató: 2003. július 2., Beregszászi Illyés Gyula Nemzeti Színház)
- Holnap reggel, koreográfus (bemutató: 2003. október 18., Nemzeti Színház)
- A Mester és Margarita', koreográfus (rendező: Szász János, bemutató: 2005. április 1., Nemzeti Színház)
- 4 x ample, koreográfus (bemutató: 2005. május 6., Színház- és Filmművészeti Egyetem – Ódry Színpad)
- Élektra, koreográfus (bemutató: 2006. január 14., Örkény István Színház)
- Liberté '56, táncos, koreográfus (bemutató: 2006. október 20., Csokonai Színház)
- Berlioz: Faust elkárhozása', koreográfus (rendező: Lukáts Andor, bemutató: 2010. március 29., Művészetek Palotája – Tavaszi Fesztivál keretében)
- Sáry László: Öt tétel a Tánczene sorozatból (Kamaraopera), koreográfus (bemutató: 2011. március 20., Katona József Színház)
- Büchner: Woyzeck (zene: Tom Waits), koreográfus (rendező: Ascher Tamás, bemutató: 2011. november 3., Katona József Színház)
- Ibsen: Peer Gynt, koreográfus (rendező: Ascher Tamás, bemutató: 2012. március 17., Örkény István Színház)
- Hegyen-völgyön lakodalom, koreográfus (rendező - koreográfus: Novák Ferenc, bemutató: 2012. július 13., Szegedi Szabadtéri Színház)
- Bertolt Brecht: Jóembert keresünk, koreográfus (rendező: Michal Docekal, bemutató: 2012. október 12., Vígszínház)
- Bizánc, koreográfus (rendező: Bagó Bertalan, bemutató: 2012. november 17., Vörösmarty Színház)
- Lear király, koreográfus (rendező: Bagó Bertalan, bemutató: 2013. november 23., Vörösmarty Színház)
- Mester és Margarita, koreográfus (rendező: Hargitai Iván, bemutató: 2014. április 12., Vörösmarty Színház)
- Hamlet, koreográfus (rendező: Szikora János, bemutató: 2015. április 18., Vörösmarty Színház)
- A Pál utcai fiúk, koreográfus (rendező: Marton László, bemutató: 2016. november 5., Vígszínház)

## Színházi szerepei
- Csongor és Tünde, Balga – angol nyelvű előadás (rendező: Magács László, Merlin Színház)
- Shakespeare: Hamlet, Hamlet (rendező: Zsótér Sándor, bemutató: 2009. december 12., József Attila Színház)

## Filmjei
- Ópium (rendező: Szász János), színész
- A fény ösvényei (rendező: Mispál Attila), színész
- A tavasz ébredése (rendező: Horváth Csaba, producer: Ozorai András, operatőr: Medvigy Gábor)
- Kút (rendező: Gigor Attila), színész

## Díjai, elismerései
- Harangozó Gyula-díj (2001)
- Évad legjobb alkotója – Táncművészek Szövetsége (2003)
- Imre Zoltán koreográfusi díj (2004)
- Gundel művészeti díj (2004)
- Hevesi Sándor-díj (2006)
- Lábán Rudolf-díj (2006)
- Lábán Rudolf-díj (2007)
- Legjobb táncos díja, Veszprém (2007)
- XIV. Tánc Fesztiválja, Fődíj (Godot-ra várva), Veszprém (2011)
- Békés-megyei Sík Ferenc nívódíj (Troilus és Cressidáért+ Erkel: Sakk-játékért), (2011)
- Havasi István-díj (2014)[6]
- Legjobb rendezés - Pécsi Országos Színházi Találkozó (A te országod, Forte Társulat/Trafó, 2016)[7]
- Lábán Rudolf-díj (2017)